# Ashleigh Ball
Ashleigh Adele Ball (n. 31 martie 1983, Vancouver, British Columbia, Canada) este o actriță de film, televiziune și voce canadiană.

## Legături externe
- Ashleigh Ball la Internet Movie Database